# 那夷县
那夷县（越南语：／）是越南北𣴓省下辖的一个县。

## 地理
那夷县北接银山县；西接白通县；西南接𢄂买县；南接太原省武崖县；东接谅山省平嘉县和长定县。

## 历史
法属时期，法国殖民政府在此设立那夷州。
2020年1月10日，恩情社和谅栅社合并为文郎社，好义社和有托社合并为陈富社，蓝山社和梁城社合并为山城社，梁下社部分区域并入晏乐市镇，文学社部分区域和梁下社剩余区域并入强利社，文学社剩余区域和舞鸾社合并为文舞社。

## 行政区划
那夷县下辖1市镇16社，县莅晏乐市镇。
- 晏乐市镇（Thị trấn Yến Lạc）
- 昆明社（Xã Côn Minh）
- 居礼社（Xã Cư Lễ）
- 强利社（Xã Cường Lợi）
- 董舍社（Xã Đổng Xá）
- 阳山社（Xã Dương Sơn）
- 金喜社（Xã Kim Hỉ）
- 金炉社（Xã Kim Lư）
- 廉水社（Xã Liêm Thủy）
- 梁上社（Xã Lương Thượng）
- 光丰社（Xã Quang Phong）
- 山城社（Xã Sơn Thành）
- 陈富社（Xã Trần Phú）
- 文郎社（Xã Văn Lang）
- 文明社（Xã Văn Minh）
- 文舞社（Xã Văn Vũ）
- 春阳社（Xã Xuân Dương）